# Rottelsheim
Rottelsheim est une commune française située dans la circonscription administrative du Bas-Rhin et, depuis le 1er janvier 2021, dans le territoire de la Collectivité européenne d'Alsace, en région Grand Est.
Cette commune se trouve dans la région historique et culturelle d'Alsace.

## Géographie

### Localisation
Rottelsheim est un village alsacien du Nord-Est de la France, qui se situe à 20 km au nord de Strasbourg. Le village se situe dans les collines lœssiques du Nord de Brumath, à la jonction de l'Outre-Forêt, du Kochersberg et de la forêt de Haguenau. Son relief, son sol et son exposition sont favorables à la culture de la pomme et du raifort.

### Hydrographie

#### Réseau hydrographique
La commune est dans le bassin versant du Rhin au sein du bassin Rhin-Meuse. Elle est drainée par le ruisseau le Saltenbach,.

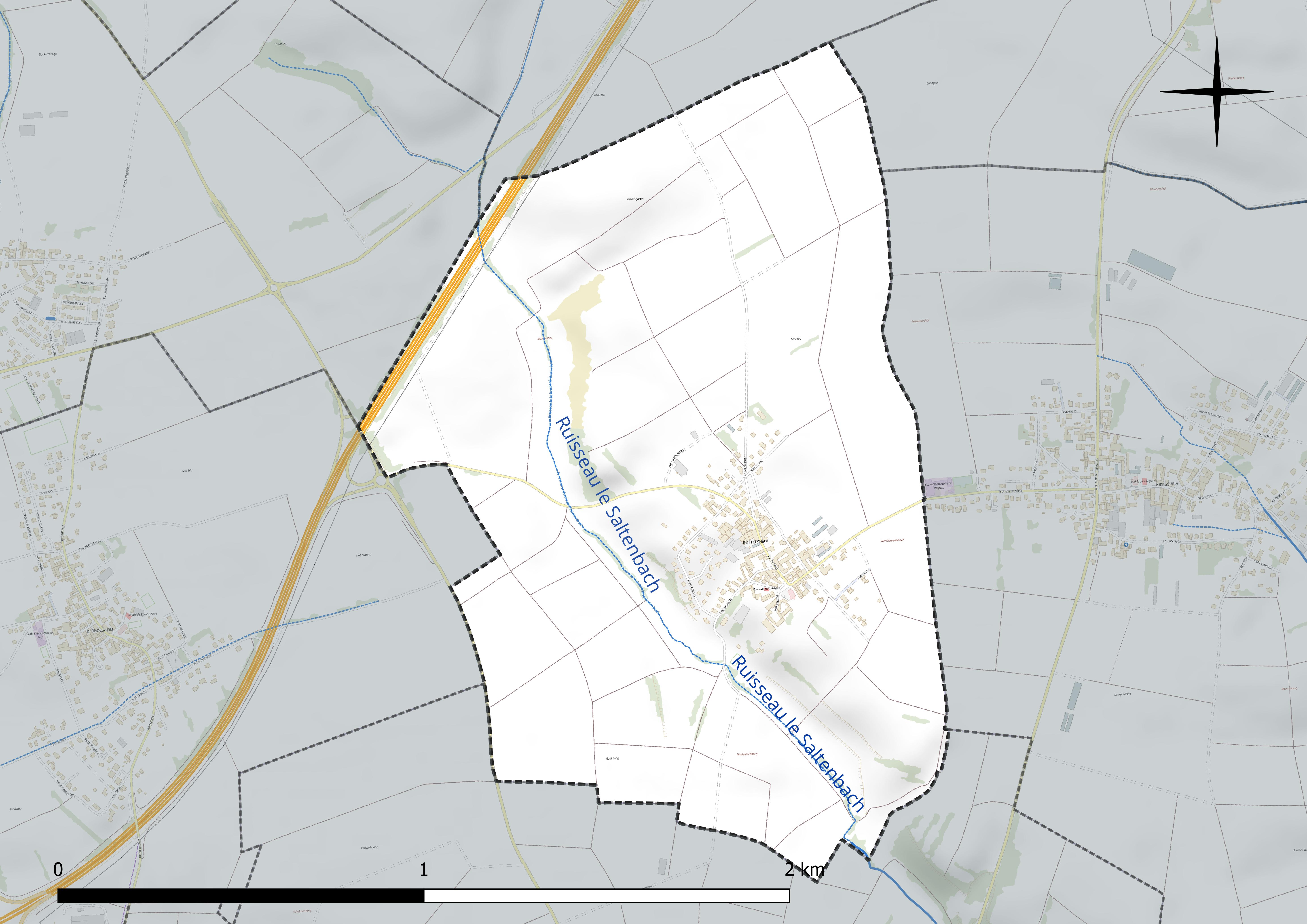
Réseau hydrographique de Rottelsheim.

#### Gestion et qualité des eaux
Le territoire communal est couvert par le schéma d'aménagement et de gestion des eaux (SAGE) « Moder ». Ce document de planification concerne le bassin versant de la Moder dont le territoire s'étend sur 1 720 km2. Le périmètre a été arrêté le 25 janvier 2006. La commission locale de l'eau a été créée le 12 juillet 2007, puis modifiée le 14 décembre 2021. La structure porteuse de l'élaboration et de la mise en œuvre est le Syndicat des eaux et de l’assainissement Alsace-Moselle (SDEA). 
La qualité des cours d’eau peut être consultée sur un site dédié géré par les agences de l’eau et l’Agence française pour la biodiversité. 

### Climat
Pour des articles plus généraux, voir Climat du Grand Est et Climat du Bas-Rhin.
En 2010, le climat de la commune est de type climat des marges montargnardes, selon une étude du Centre national de la recherche scientifique s'appuyant sur une série de données couvrant la période 1971-2000. En 2020, Météo-France publie une typologie des climats de la France métropolitaine dans laquelle la commune est exposée à un climat semi-continental et est dans une zone de transition entre les régions climatiques « Vosges » et « Alsace ». 
Pour la période 1971-2000, la température annuelle moyenne est de 10,4 °C, avec une amplitude thermique annuelle de 17,8 °C. Le cumul annuel moyen de précipitations est de 721 mm, avec 9,4 jours de précipitations en janvier et 10,2 jours en juillet. Pour la période 1991-2020, la température moyenne annuelle observée sur la station météorologique de Météo-France la plus proche, « Waltenheim-sur-zorn », sur la commune de Waltenheim-sur-Zorn à 6 km à vol d'oiseau, est de 11,3 °C et le cumul annuel moyen de précipitations est de 652,2 mm. 
La température maximale relevée sur cette station est de 38 °C, atteinte le 7 août 2015 ; la température minimale est de −14,9 °C, atteinte le 20 décembre 2009,,. 
Les paramètres climatiques de la commune ont été estimés pour le milieu du siècle (2041-2070) selon différents scénarios d'émission de gaz à effet de serre à partir des nouvelles projections climatiques de référence DRIAS-2020. Ils sont consultables sur un site dédié publié par Météo-France en novembre 2022.

## Urbanisme

### Typologie
Au 1er janvier 2024, Rottelsheim est catégorisée commune rurale à habitat dispersé, selon la nouvelle grille communale de densité à sept niveaux définie par l'Insee en 2022.
Elle est située hors unité urbaine. Par ailleurs la commune fait partie de l'aire d'attraction de Strasbourg (partie française), dont elle est une commune de la couronne,. Cette aire, qui regroupe 268 communes, est catégorisée dans les aires de 700 000 habitants ou plus (hors Paris),.

### Occupation des sols
L'occupation des sols de la commune, telle qu'elle ressort de la base de données européenne d’occupation biophysique des sols Corine Land Cover (CLC), est marquée par l'importance des territoires agricoles (88,9 % en 2018), en diminution par rapport à 1990 (100 %). La répartition détaillée en 2018 est la suivante : terres arables (88,9 %), zones urbanisées (11,1 %). L'évolution de l’occupation des sols de la commune et de ses infrastructures peut être observée sur les différentes représentations cartographiques du territoire : la carte de Cassini (XVIIIe siècle), la carte d'état-major (1820-1866) et les cartes ou photos aériennes de l'IGN pour la période actuelle (1950 à aujourd'hui).

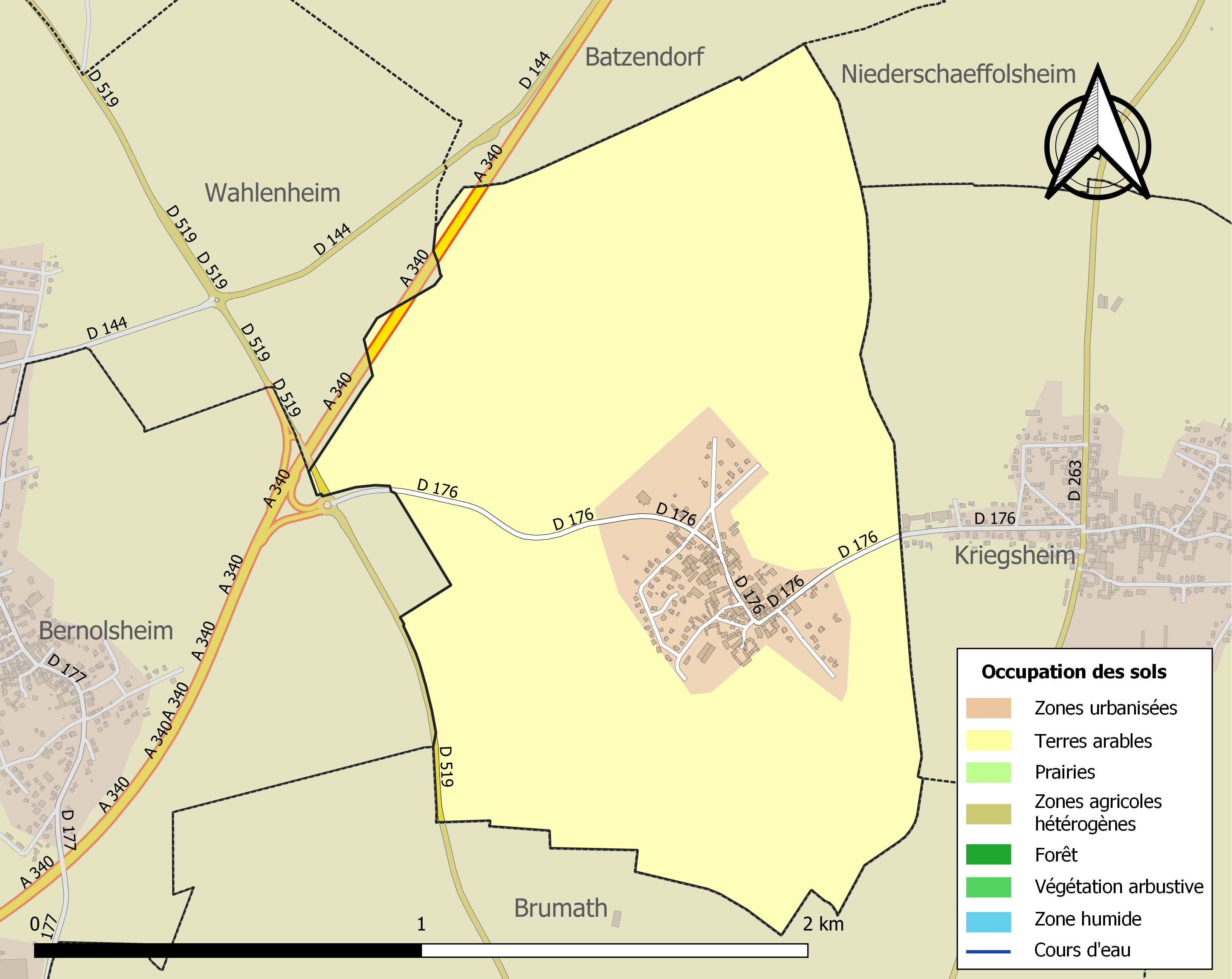
Carte des infrastructures et de l'occupation des sols de la commune en 2018 (CLC).

## Histoire
Le village est ancien. Déjà en 774 et en 776, l'abbaye de Wissembourg y reçut des donations. En l'an 780, un certain Sacconis faisait don de ses biens situés dans le ban de Radolfesham qu'il avait hérité de ses parents, à l'abbaye de Wissembourg.
En 1314, le village est appelé Rodesheim et en 1348 Radolfisheim. En 1332, le village est acheté par les Hanau-Lichtenberg, et en 1358 il comptait six cours de fermes. Plus tard (vers 1400), le village est intégré comme village d'Empire au bailliage de Haguenau.
En 1693, le village comptait huit familles catholiques. Le 15 juin 1786 est bénite l'église de Rottelsheim. Le maître-autel de l'église est l'ancien autel de l'abbaye de Neubourg.
En 1812, le village comptait 29 maisons et 147 habitants.

## Politique et administration

### Liste des maires
| Période                                  | Période  | Identité      | Étiquette | Qualité |
| ---------------------------------------- | -------- | ------------- | --------- | ------- |
| Les données manquantes sont à compléter. |          |               |           |         |
| mars 2001                                | mai 2020 | Michèle Voltz |           |         |
| mai 2020                                 | En cours | Clément Metz  |           |         |

## Population et société

### Démographie
L'évolution du nombre d'habitants est connue à travers les recensements de la population effectués dans la commune depuis 1793. Pour les communes de moins de 10 000 habitants, une enquête de recensement portant sur toute la population est réalisée tous les cinq ans, les populations de référence des années intermédiaires étant quant à elles estimées par interpolation ou extrapolation. Pour la commune, le premier recensement exhaustif entrant dans le cadre du nouveau dispositif a été réalisé en 2008.

En 2022, la commune comptait 294 habitants, en évolution de −6,07 % par rapport à 2016 (Bas-Rhin : +3,17 %, France hors Mayotte : +2,11 %).
| 1793 | 1800 | 1806 | 1821 | 1831 | 1836 | 1841 | 1846 | 1851 |
| ---- | ---- | ---- | ---- | ---- | ---- | ---- | ---- | ---- |
| 150  | 124  | 159  | 207  | 219  | 235  | 240  | 236  | 254  |

| 1856 | 1861 | 1866 | 1871 | 1875 | 1880 | 1885 | 1890 | 1895 |
| ---- | ---- | ---- | ---- | ---- | ---- | ---- | ---- | ---- |
| 223  | 206  | 207  | 205  | 205  | 234  | 228  | 229  | 230  |

| 1900 | 1905 | 1910 | 1921 | 1926 | 1931 | 1936 | 1946 | 1954 |
| ---- | ---- | ---- | ---- | ---- | ---- | ---- | ---- | ---- |
| 212  | 212  | 212  | 216  | 202  | 190  | 192  | 205  | 181  |

| 1962 | 1968 | 1975 | 1982 | 1990 | 1999 | 2006 | 2008 | 2013 |
| ---- | ---- | ---- | ---- | ---- | ---- | ---- | ---- | ---- |
| 169  | 179  | 171  | 176  | 193  | 292  | 322  | 330  | 324  |

| 2018 | 2022 | - | - | - | - | - | - | - |
| ---- | ---- | - | - | - | - | - | - | - |
| 302  | 294  | - | - | - | - | - | - | - |

### Vie associative
- Amicale des sapeurs pompiers de Rottelsheim. Président : M. Schneider Joël.
- ASCKR : Association sportive Kriegsheim - Rottelsheim. Président : M. Metz Clément.
- BCKR : Badminton Club Kriegsheim - Rottelsheim.

## Culture locale et patrimoine

### Lieux et monuments
Rottelsheim est considérée comme étant la capitale de la pomme.

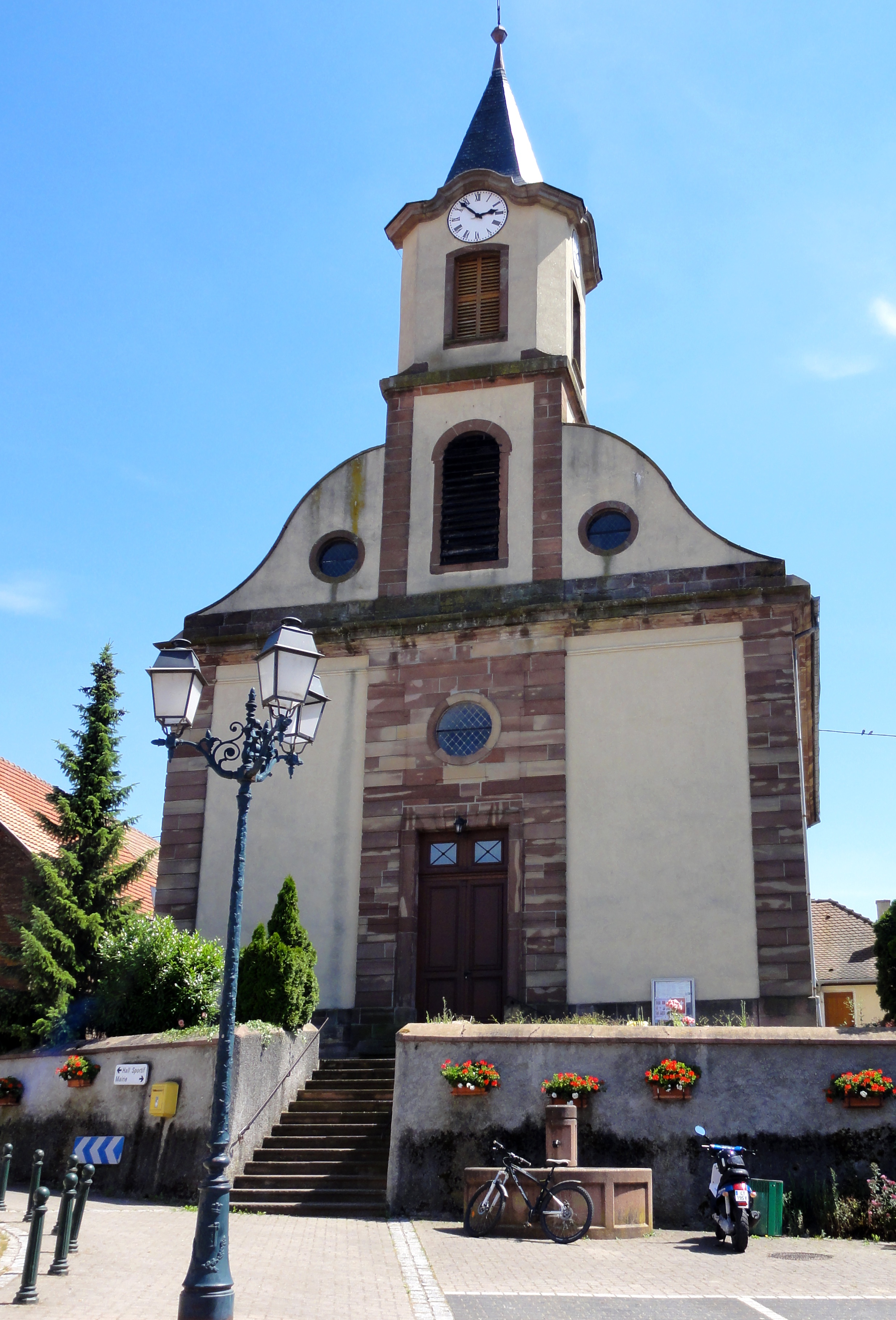
Église Saint-Martin (1780-1790).
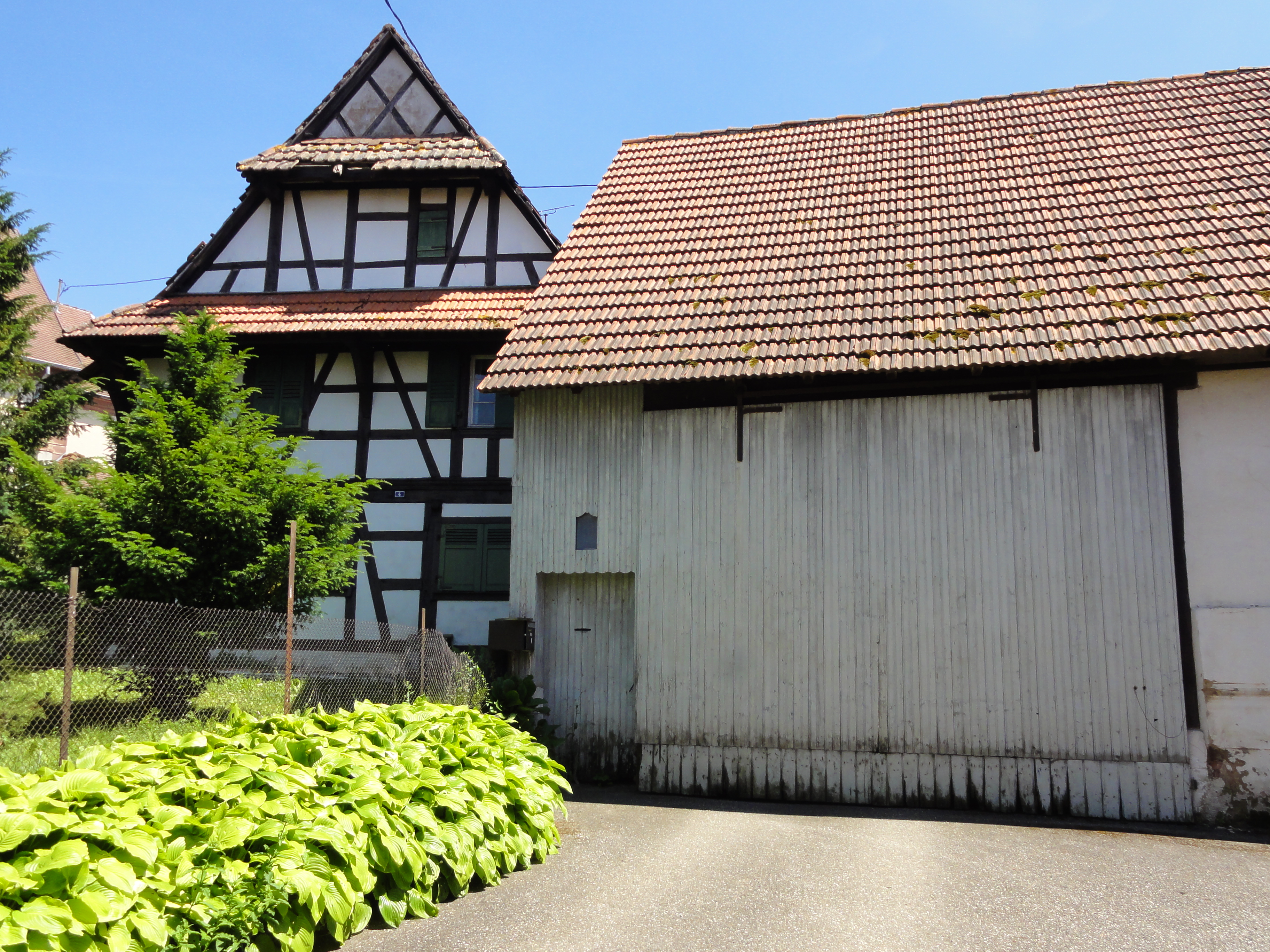
Ferme (XVIIIe), 4 rue de l'Église.
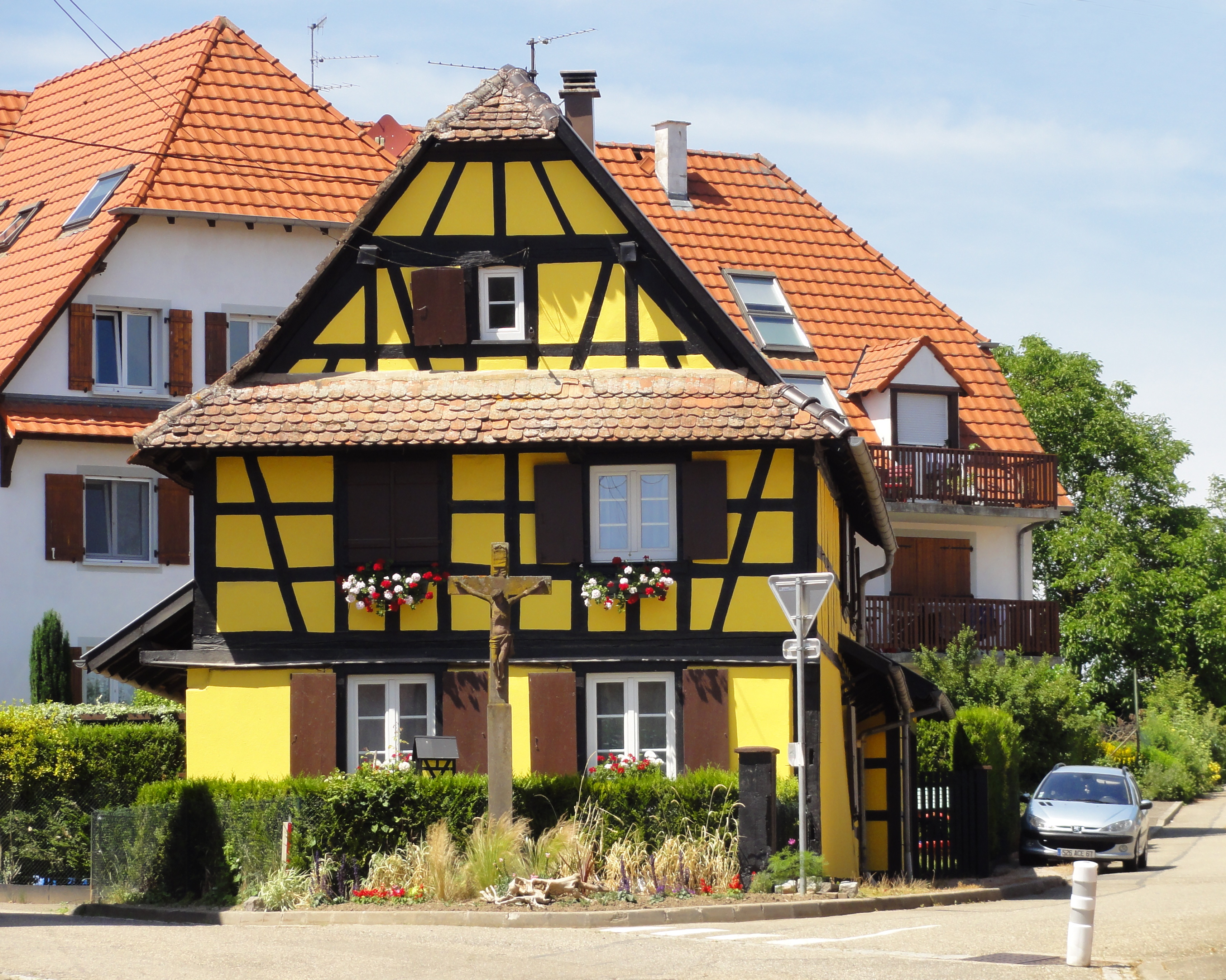
Ferme (XIXe), 35 rue Principale.
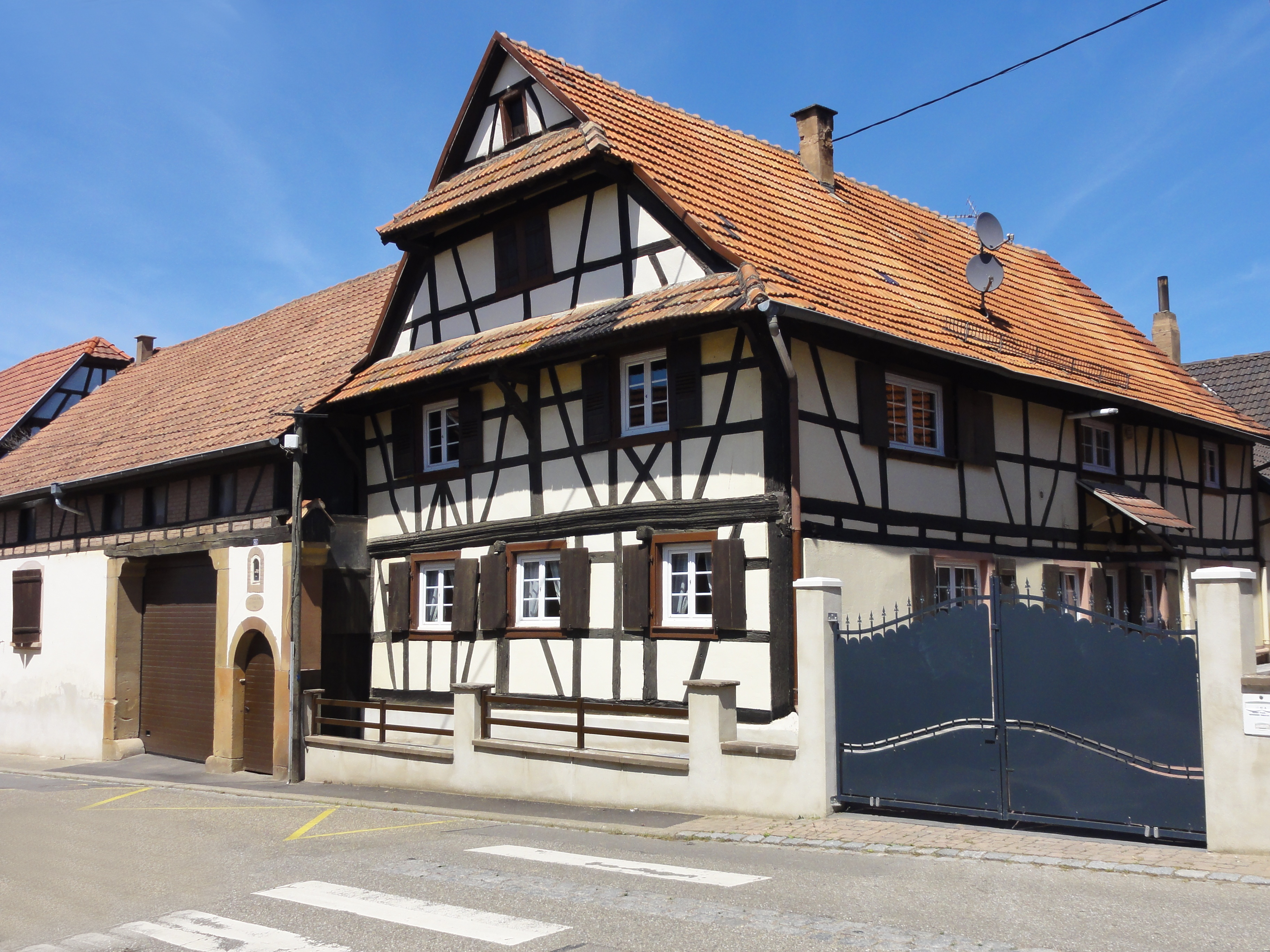
Ferme (1867), 41 rue Principale.

### Héraldique
| Blason de Rottelsheim | Blason  | De gueules à saint Martin équestre, donnant la moitié de son manteau à un pauvre, le tout d'argent. |
| Blason de Rottelsheim | Détails | |